# 智能障礙
智能障礙（英語：intellectual disability），世卫组织称智力发育障碍（disorders of intellectual development），俗称“智障”、“弱智”，旧称精神发育迟滞（mental retardation），是指在一般的金錢管理、閱讀識字、計算、日常生活等需要使用智力思考的行為，是指資質、能力遲緩的表現，大多都為印象或比較下才可得到的結果。
智能障礙的成因分為先天和後天兩種。先天的智能障礙可能是由於染色體異常；而後天的成因則可能是腦部受到損傷（例如：头部外伤，脑部感染后遗症，窒息等），或是受到外在事物的刺激，如带有偏见的评价，不当的教育和刺激性事件也可能导致智力障碍。

## 病因

### 病理
染色體異常造成的唐氏症候群、低機能自閉症等先天疾病，出生氧氣不足（缺氧）造成、待產期間胎兒腦部因為事故受到壓迫、生產後嬰兒發高燒、染上疾病，以及由於意外事故造成的智能障礙。
腦性痲痺和癲癇等的腦部障礙，常與心臟病等內部疾病一起併發，也有許多身體不健康造成腦部問題的案例。若是因為染色體異常造成的，大多屬於中度或重度智能障礙，通常也較容易從外表的特徵分辨。
唐氏症候群、胎兒酒精症候群、X染色體易裂症是三種最常見的先天成因。此外醫學界也陸續發現了更多不同的成因，常見的有：
- 基因造成的問題。有時是由於來自父母的基因組合時發生錯誤所造成，或是其他原因。基因造成的情況包括以及唐氏症候群、X染色體易裂症以及苯酮尿症（PKU）。
- 在懷孕期間發生的問題。智能障礙可能因為胎兒在母親體內未發育完全造成，例如可能是胎兒的細胞分裂方式的問題。此外飲酒的孕婦（參見胎兒酒精症候群）、或在懷孕期間受到如德國麻疹等疾病的傳染都可能造成智能障礙。
- 生產時的問題。如果嬰兒在分娩和生產時發生缺氧等問題，可能會由於腦部的損害造成發展障礙。
- 健康問題。百日咳、痲疹、腦膜炎等疾病都可能造成智能障礙。此外營養不良、沒有得到妥善的醫療照顧、或是暴露在鉛或汞等有毒物質的環境下都可能造成智能不足。
- 碘的缺乏在發展中區域常常是造成新生兒智能障礙的主因，許多發展中區域都有碘不足引起的疾病。

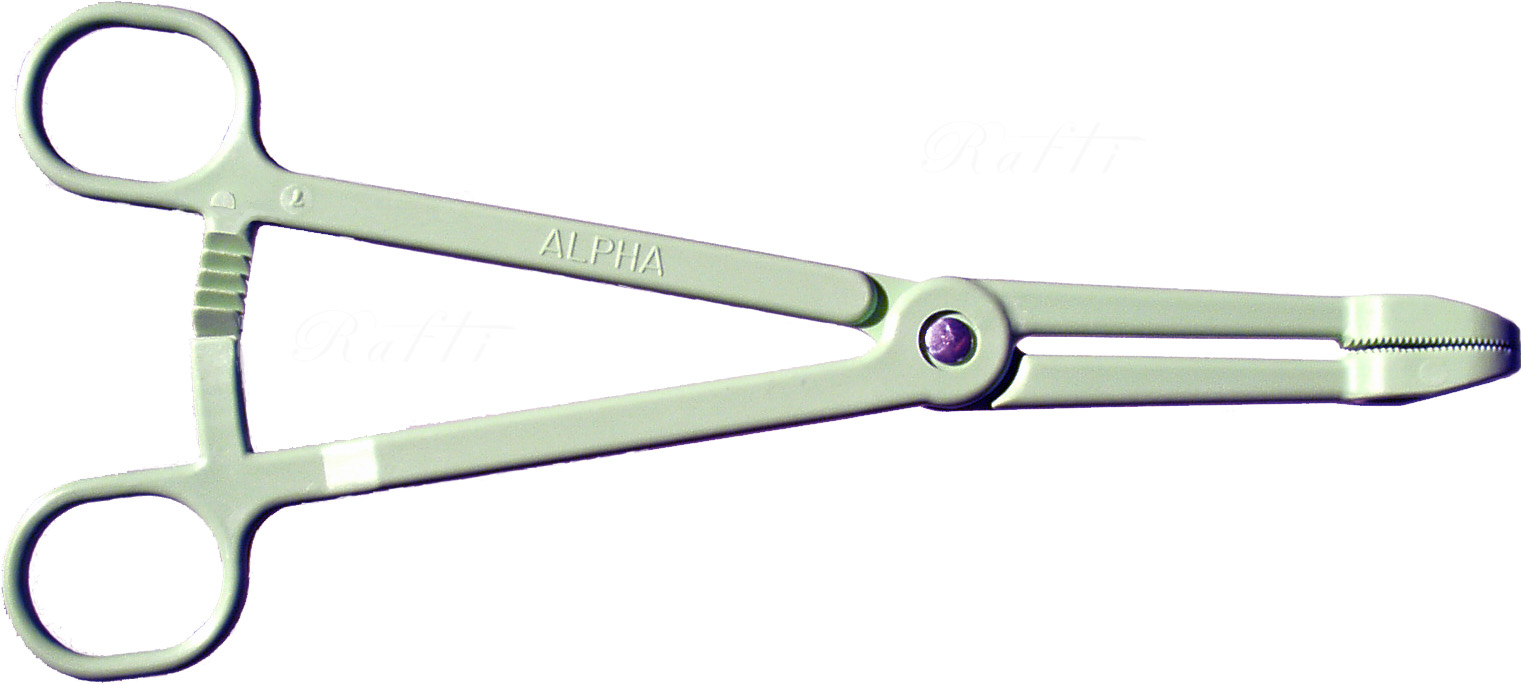
產鉗可能會造成新生兒頭部骨折。

- 在生產時使用產鉗不慎，可能會讓新生兒頭部骨折、腦部損傷，因而造成智能障礙。
- 青少年時期的壓力和過度嚴厲的管教，也有可能讓原本正常的兒童發生精神或智能障礙。
- 被空間限制造成的知覺剝奪（例如被關在地下室）、長時間的隔離、以及嚴重反常的親子互動。

### 生理原因
醫學上並沒有特別會造成智商降低的疾病，通常是智能商數（IQ）測驗結果較低（70-75之間）。生理上的原因通常是來自有智能障礙的親人之遺傳，也有雖然沒有智能障礙的家族成員，但是IQ指數較低的遺傳因子（基因）偶然結合而生下有智能障礙的孩童。通常不會與其他病症一起產生、健康狀況也大多相當良好。大部分的智能障礙者都是這種類型，多數都是輕度、中度的智能障礙，或稱「單純性精神遲緩」。

### 心理原因
可能是由於撫養者的虐待、很少與人溝通對話，也就是因為成長環境造成智能障礙。這類型的原因有可能經由復健來恢復智能。相關的名詞為「情緒障礙」（也有自閉症被歸類在情緒障礙的範圍內，但現代的醫學考慮認定自閉症應為先天的疾病，請特別注意）。此外，在離島、船上或高山地區等外在刺激較少之環境成長的兒童，有許多IQ（智商）較低的情形。IQ測驗有許多對受到文明感染的人較有利的問題，例如○或△這類抽像的圖像問題。因此對於沒有都市生活經驗的先住民會有較不利的結果。這樣的結果也曾被誤用在美國排擠有色移民人種的情形。

## 法律上的定義

### 中華民國（臺灣）
根據2007年（民國96年）7月11日修正的《身心障礙者權益保障法》，智能障礙是屬於身心障礙的其中一種類別。其認定的標準在《身心障礙及資賦優異鑑定標準》中有所規定，必須是智能發展比同年齡之人相較明顯遲緩，或在日常生活、學校生活的適應上有嚴重困難，才會被認定為智能障礙，但必要時還是須經由所在地區的衛生主管機關（例如：衛生局）邀集醫生、臨床心理人員、社工人員、特殊教育等人員等進行鑑定。也可由當事人或其代理人自行申請鑑定。檢測時會使用一些公認的標準或工具來進行，例如標準化智力測驗，通常幼兒或兒童的測驗結果分數若低於70，並且在日常與學校生活有嚴重適應困難，就是有可能是出現智力障礙的徵兆。鑑定後確認者在法律中受到就業、醫療、教育等的補助和保護。
台灣的鑑定基準是參照美國智能不足協會AAMR的定義，簡言之，智能障礙（MR）必須同時符合以下幾個條件：
1. 標準化智力測驗（例如：魏氏兒童智力測驗）分數低於70。
2. 在日常生活或是學校生活有嚴重適應困難。
3. 必須發生在18歲以前（意即：正常來說，不會有智力正常的成年人突然變成智能障礙者，除非在後天發生意外令腦部受損）。

### 香港
現時香港一般是根據智商程度作出以下分類：
類別智商程度
- 輕度50－69
- 中度25－49
- 嚴重25以下

## 分類

### 中華民國（臺灣）
依據台灣的《身心障礙者權益保障法》，智能障礙可以分為以下四類：
1. 輕度智能障礙者
  - 智商介於該智力測驗的平均值以下兩個標準差到三個標準差（含）之間，
  - 成年後心理年齡介於9歲至未滿12歲之間（最高到小學五、六年級的心智年齡），
  - 在經過特殊教育與訓練之下，可以自理部份生活，
  - 以及可以從事半技術性或簡單技術性工作。
2. 中度智能障礙者
  - 智商介於該智力測驗的平均值以下三個標準差至四個標準差（含）之間，
  - 成年後心理年齡介於六歲至未滿九歲之間（最高到小學中低年級的心智年齡），
  - 在他人監護指導下僅可部份自理簡單生活，
  - 在他人庇護下可從事非技術性的工作（例如在庇護工廠工作），缺乏獨立自謀生活能力。
3. 重度智能障礙者
  - 智商介於該智力測驗的平均值以下四個標準差至五個標準差（含）之間，
  - 成年後心理年齡大多在三歲以上至未滿六歲之間（最高到小一或是幼稚園大班的心智年齡），
  - 無法獨立自我照顧，亦無自謀生活能力，須賴人長期養護。
4. 極重度智能障礙者
  - 智商未達該智力測驗的平均值以下五個標準差，
  - 成年後心理年齡未滿三歲（心智年齡完全是嬰兒階段），
  - 無自我照顧能力，亦無自謀生活能力，須賴人長期養護。

### 按智商來分類
基本上，有許多人的智商（智力商數，IQ）都在80－120的範圍内。但是由於不同的智力測驗種類、方式，最重度智能障礙者的存在比率會出現誤差，是目前的問題。
在教育的分類上，也有認為輕度智力障礙的學生是屬於「有機會進行教育」的、中度的學生則為「有機會進行訓練」。但是這種對障礙較嚴重之人的先入為主的教育分類觀念，等於是剝奪了智能障礙者的各種發展可能性。
- 邊緣（極為輕度）：智商約在70－85之間。通常不會被認定為智能障礙者，但是也因此無法接受支援，所以他們在日常生活和在學校學習時相當辛苦。
- 輕度：智商約在50－70之間。理論上約8成的智能障礙者被歸於此類。通常本人不會認為自己是智能障礙者，能在周圍環境都不會特別注意到其障礙下的情形過著社會生活，因此接受檢測而認定的障礙者比真實存在的數量要少。大多數是由於生理上的病因造成，但大部分的健康狀態其實都相當不錯。
- 中度：智商約在35－50之間。
- 重度：智商約在20－35之間。大部分會伴隨併發症狀出現。
- 極重度：智商在20以下。大部分會伴隨併發症狀出現。通常是躺臥不起的情形，但是身體的運動機能卻沒有問題，會有過動的行為問題。

### 大島分類表
日本在鑑定智障時，有時會依據相關研究者大島一良設計的大島分類來判斷。下圖是大島分類表中不同障礙類型的分佈，請留意有時候會因個人的不同而造成結果差異。

## 傾向與徵兆
- 幼兒期

無法順利和同年齡的幼兒溝通或相處交流，許多場合有說話遲緩的情形。若是先天的染色體異常引起，通常能夠在早期發現。
- 學齡期（6 - 15歲）

判斷力和記憶力出現問題，一般的學習出現困難。無法順利進行規則較複雜的遊戲或活動。在這個時期才顯露出症狀可能是由於壓力、或其他後天障礙造成。此外，即使順利從中等教育升學，也有可能存在這類型的問題。但美國曾有唐氏综合症的18歲青年考上大學的案例。
- 成年期（18歲以上）

在一般職場上的就業門檻較高，但如果本人的能力可與環境配合就不會有問題。若在一般職場上有就業或工作的困難，也有許多在相關的障礙者保護團體開設的庇護工作場所。此外，可能難以對日常事物（例如高額的契約簽約）做出判斷、時常會做出錯誤的判斷，也容易被惡意欺騙。
幼兒時期可能僅表現出輕微的徵兆（IQ 60-70），很容易忽略，可能直到就學階段才會被診斷出來。即使發現孩童在學業成績上表現異常的差，但是也必須經過更進一步的判斷以確認是否為智能障礙，也有可能是學習障礙或單純的行為問題。當長大成人時，許多輕度智能障礙者已能獨立生活，他們在其他人眼中可能僅是「較緩慢」而不會被認為是「智能障礙」。
還有其他更多徵兆。例如幼兒可能難以學會坐直、爬行、或是比其他兒童學會走路的時間遲緩許多、需要比一般更長的時間學會說話。此外成人和兒童也可能出現以下徵兆：
- 言語表達有困難
- 變得難以記住事物
- 難以了解社會規則
- 難以了解事物的因果關係
- 無法解決簡單的問題
- 邏輯思考時有所困難

## 歷史與社會上的現狀

### 世界
早在19世紀就已確定有重度智能障礙者的事實，但是，輕度的精神障礙者往往被被當成一般人，在沒有支援的情形下過著一般的社會生活。此外近代由於學校教育制度的普及，是依據年齡來作為學年分類的基準，因此無法跟上一般程度的兒童之存在變得明顯。這樣的學童漸漸被分為兩種類型：因為懶惰或對學校功課沒有興趣而成績差的學生、雖然已經努力但成績還是很差的學生。1905年，法國「People First」團體的阿爾費德·比奈（Alfred Binet）發表了世界最早的智力檢查方式（智力測驗），此後，智能障礙的兒童都會經過嚴密的診斷，並分成不同的輕重程度。比奈死後，經過許多心理學家改良，現在智商已經成為判定智能障礙的標準之一。
納粹的身心障礙者政策、社會福利國家瑞典避孕手術的發現，許多國家社會對智能障礙者的壓迫，讓許多類似「People First」的身心障礙者權利運動高漲。

### 台灣
在1980年（民國69年）以前，台灣對包括智能障礙在內的身心障礙者之政策較不關注，也缺乏相關的法案和社會福利措施，政府對此的態度也並不積極。由於當時社會對智能障礙的不瞭解，往往採取隔離、隱匿、甚至迷信的態度對待智能障礙者，剝奪他們的受教權，也在自由、就業等方面常常受到歧視。
1983年（民國72年）「中華民國啟智協會」成立，這也是第一個以聯繫各智能障礙相關機構為目的組織，讓各地的相關資源能夠分享、整合，提供了一個交流的組織平台。也促成智能障礙者權力運動的發展。隔年（1984年）5月，超過500名的智能障礙或肢體障礙者的家長前往教育部抗議，相望政府與社會能正視這個議題。
1990年正式修正通過了《殘障福利法》，身心障礙者的教育、就業、醫療等方面有了法律的正式保護與協助。

### 統計
- 台灣（2013年第二季）領有身心障礙證明（手冊）的智能障礙者為100,380人，佔總身心障礙人數（1,128,032人）的8.9%[8]。
- 日本智能障礙者基礎調查（知的障害者基礎調査）報告中，2000年（平成12年）時約為459,100人。

### 智能障礙者與犯罪
智能障礙者在犯罪事件中可能是加害者或受害者。但有時因為其精神狀態，即使不是加害者也會被當成犯罪者，或是作為被害者、證人所提供的證詞不被信賴。也有由於本人並不了解什麼樣的行為算是犯罪行為，因而被利用教唆而犯罪。對智能障礙來說，如果成為了受害者，報案檢舉等手續通常很難懂，支援也不易取得，這樣的實際案例相當多。此外因為無法為自己辯護，造成誤判而被冤枉的情形也有許多。

### 智能障礙者與心理治療
智能障礙者因為不具有一般正常人的智能，所以很難使用談話形式的心理治療，大多採取如早期介入策略、前事控制策略、行為治療策略、後果處理策略、生態環境改變策略、環境支持策略等行為治療、心理動力模式、藥物治療模式、心理教育模式、人本模式、認知行為模式、遊戲治療、多重形式行為模式等處理策略，以及藝術治療等方式，有關智能障礙者的心理治療文獻較少，目前尚未看到系統性的研究。

## 兩岸四地對智障人士的稱呼
- 香港、澳門：弱智人士[12]、智障人士[13]（因前者使用時間長，有標籤作用，故傾向改用此稱呼；但前者的使用還是比較普遍）
- 台灣：喜憨兒[14]；「智障」在臺灣一般被認為是粗俗、罵人的話，宜以全稱「智力障礙」或「心智障礙」稱呼
- 中國大陸：智障人士、弱智人士